# Le Vey
Le Vey (lə vɛⓘ) es una población y comuna francesa, situada en la región de Baja Normandía, departamento de Calvados, en el distrito de Caen y cantón de Thury-Harcourt.

## Demografía
| 108 | 104 | 96 | 88 | 66 | 71 |
| Para los censos de 1962 a 1999 la población legal corresponde a la población sin duplicidades (Fuente: INSEE [Consultar]) |     |    |    |    |    |